# Paroedura sanctijohannis
Paroedura sanctijohannis es una especie de saurópsido escamado de la familia Gekkonidae.
Es endémico de las Comoras.
Se encuentra amenazada por la pérdida de su hábitat natural.